# 질랜디아

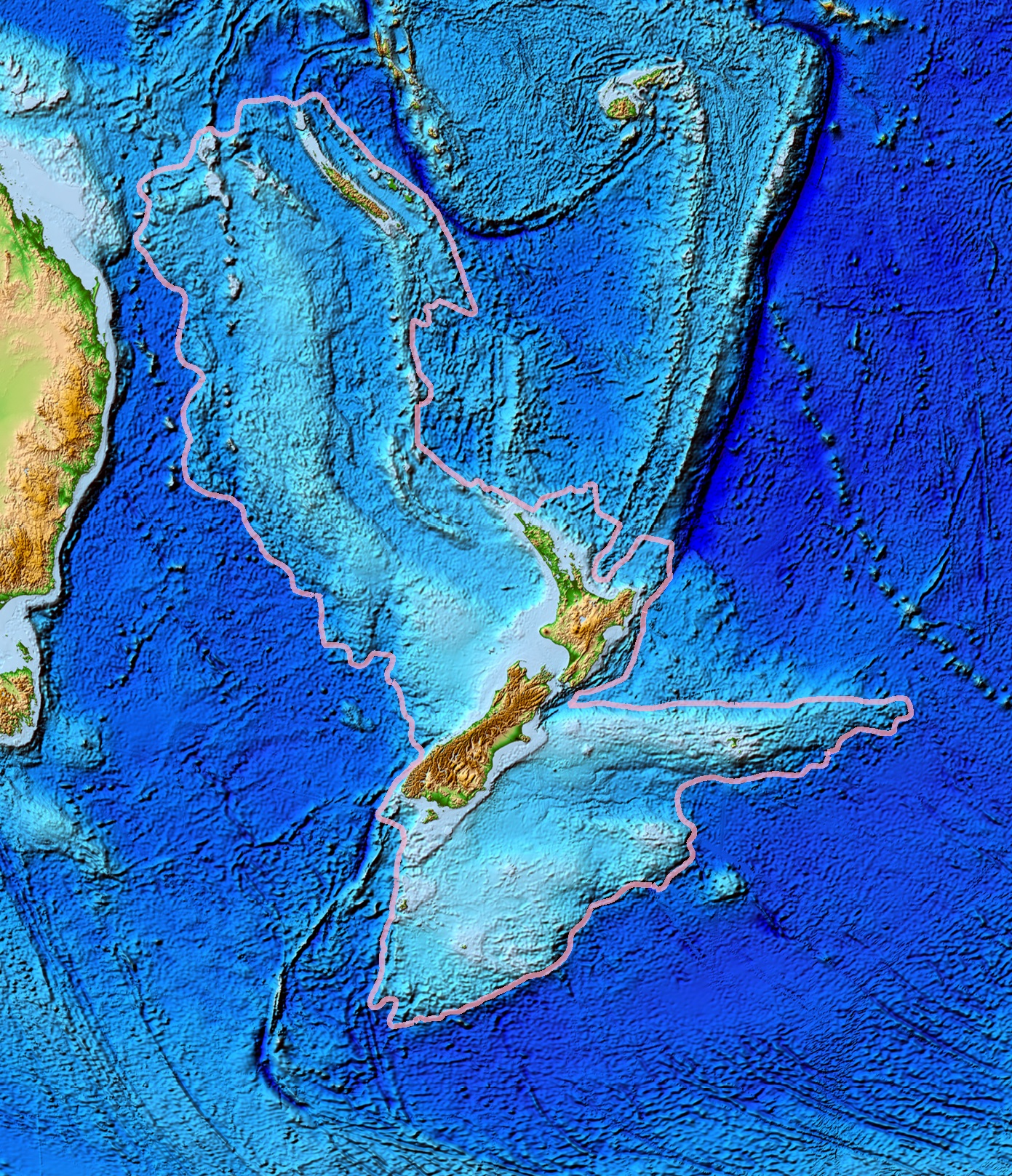
질랜디아

질랜디아(영어: Zealandia) 또는 태즈맨티스(Tasmantis)는 완전히 잠긴 대륙 지각이다. 질랜디아라는 호칭은 1995년 브루스 P. 루엔디크가 뉴질랜드를 포함한 대륙의 총칭으로 제안했다.

## 같이 보기
- 오스트레일리아 (대륙)
- 뉴질랜드 남극 연안의 섬